# Batallón de Infantería Paracaidista Nº 14
El Batallón de Infantería Paracaidista N.º 14 es una unidad militar de élite perteneciente al Ejército Nacional de Uruguay. Se especializa en operaciones aerotransportadas, contraterrorismo, rescate y operaciones especiales. Desde 2015 depende directamente de la Reserva General del Ejército.

## Historia
El 30 de noviembre de 1971, por decreto del Poder Ejecutivo N.º 45146, se creaba con la designación de Batallón de Infantería N.º 14, ocupando una sede provisoria en las actuales instalaciones del Complejo Deportivo del Ejército, detrás del palco de dicho complejo.
A partir del 1 de enero de 1972 se ubica en el local existente en el predio del Liceo Militar Gral. Artigas, con acceso por la calle Rivadavia (Estadio Militar).
Su primer jefe fue el teniente coronel Yelton A. Bagñasco, y su primer soldado fue el Sdo. 1.ª Rubén Núñez.
En abril de 1975, se produce su traslado a su sede actual, en las instalaciones del Cortijo Vidiella, en la ciudad de Toledo, departamento de Canelones, donde se encuentra hasta la fecha.
Los inicios del paracaidismo en este ejército se remontan al año 1975, cuando por la O.C.G.E. N.º 7348 de fecha 10 de marzo de 1975, se dispone la formación de una comisión para estudiar las posibilidades de implantar actividades de paracaidismo en el Ejército Nacional.
A su vez, el 7 de mayo de 1975, en la O.C.G.E. N°7372, previéndose la creación de un centro de instrucción que nucleara las actividades de paracaidismo, se dispuso la realización de un Curso de Instructores, a cargo del mayor Charles F. Fry de los EE. UU. y el sargento Raúl Cardozo de la Escuela Técnica de Aeronáutica con el propósito de capacitar a Señores Oficiales y Personal Subalterno, como Paracaidistas Militares, Instructores Militares de Paracaidismo y Auxiliares Técnicos de Paracaidismo.
Paralelamente, fueron enviados 2 Señores Oficiales a la República de Chile, a realizar los cursos Básico de Paracaidismo Militar, de Empaque y Mantenimiento de Paracaídas y de Jefe de Salto Militar, en la Escuela de Paracaidistas y Fuerzas Especiales del Ejército de Chile.
Una vez culminados los Cursos mencionados anteriormente, los pioneros paracaidistas comienzan a ser designados a prestar servicios, en el que, por aquellos años aún era denominado “Batallón de Infantería N°14”, agrupando de esta manera en la Unidad a todo el personal idóneo en las distintas disciplinas atenientes al Salto Libre Militar y al Paracaidismo Militar.
Finalmente, por el Decreto N°98/976 de fecha 17 de febrero de 1976, se crea el Centro de Instrucción de Paracaidismo del Ejército, también conocido como “C.I.P.E.” por su acrónimo militar, disponiéndose que dicho centro funcione como elemento constitutivo del BN.I. N.º 14.
Es el 5 de marzo de 1977 que se da el comienzo el Primer Curso Básico de Paracaidismo Militar, con instructores y alumnos propios.
En el año 1978, el C.G.E. ordena a esta Unidad la formación de un equipo que instruyera personal para combatir cualquier tipo de acto terrorista que incluyera toma de rehenes; así nace en el Batallón la primera S.A.T. ("Sección Anti Terrorista"), en ese entonces se instala en la Compañía Paracaidista “Escorpión”.
El 21 de octubre de 1981, acorde al elevado porcentaje de efectivos Paracaidistas con que contaba el batallón, alcanzando éste el 100% de los señores oficiales y más de 65 % del personal subalterno, por resolución el comandante en jefe del ejército, esta unidad pasa a denominarse "Batallón de Infantería Paracaidista Nº 14".
En el año 1987, continuando su transformación y evolución a una unidad especial, se imparte el primer curso de "Contraguerrillas", dependiendo del C.I.P.E. en su funcionamiento e instrucción, especialidad que en los años posteriores, al comenzar el 5.º curso pasa a su actual denominación a curso de "COMANDOS".
Las primeras MUJERES graduadas como "Paracaidistas Militares" en Uruguay, realizaron y aprobaron en el "47.º C.B.P.M. - 1995".
Esa fecha, el día 18 de abril de 1995 queda grabado como un hito en la memorias de esta página;
aquí las pioneras:
Soldados Mariana Barrios, Carina González, Ana Techera, Laura Sánchez, Silvia Rotondaro, María Rolón y Elsa Núñez.
En 1999, y acorde a lo establecido en la "Directiva de Instrucción y Entrenamiento" de la Brigada de Infantería N.º 5, con fecha 26 de febrero del mismo año; se organiza la "Compañía de COMANDOS Gral. Artigas"; única subunidad de tales características en el Ejército Nacional.
Es en el año 2000, que dentro de la Unidad se crea el Centro de Instrucción de Fuerzas Especiales del Ejército (C.I.FF.EE.E.), pasando estas especialidades a ser impartidas por este centro, al igual que los cursos de Antiterrorismo en las modalidades "Francotirador y Asalto".
En 2007 se crea la: "Compañía de Operaciones Especiales - Escorpión” establecida en la fusión de la Compañía Escorpión Anti Terrorista (CEAT) y la Compañía de Comandos “General Artigas”.
En 2015 con la reorganización y relocalización de unidades en todo el territorio nacional; el Batallón de Infantería Paracaidista N.º 14, deja de formar parte de la B.I. N.º 5, la cual se relocaliza en el departamento de Durazno junto al Bn.I.Bldo.N°13 y el Bn.I.Mec.N°15 (Florida) y pasando a depender directamente de la "Reserva General del Ejercito".
El C.I.P.E. cambia su nomenclatura a "Centro de Instrucción de Paracaidistas y Operaciones Especiales del Ejército", el 10 de agosto de 2015, su director a partir de esa fecha pasa a ser un oficial con la jerarquía de Coronel del Ejército.
Quien asume ese nuevo objetivo y desafío es el coronel Luis E.Gonzalez.
ampliando la misión nueva encomendada al Centro de Instrucción, encargándose de planificar, supervisar y ejecutar absolutamente todos los cursos de alta funcionalidad y Operaciones Especiales de todo el Ejército Nacional.
En 2020 releva el cargo como director del centro y jefe del Bn.I.Parac. N.º 14 el coronel A. Echevarría.
El 10 de febrero de 2023, asume la dirección del Centro el coronel Ignacio Martínez.

## Organización
Está compuesto por 414 (2017) miembros entre personal superior y subalterno. Entre su armamento, se encuentra el fusil de asalto Heckler & Koch G36 como arma principal. Dentro de este batallón, se encuentran las siguientes instituciones y subunidades: 

### Centro de Instrucción de Paracaidistas y Operaciones Especiales de Ejército (C.I.PP.OO.EE.E)
Es un centro de instrucción encargado de la formación, entrenamiento y perfeccionamiento de personal militar en técnicas de paracaidismo y operaciones especiales. Instruye a oficiales, suboficiales y tropa en técnicas de salto libre y salto automático. También dicta cursos de Comandos, contraterrorismo y rescate de rehenes.

### Compañía Especial Antiterrorista "Escorpión" (CEAT)
Es una subunidad de operaciones especiales que se especializa en tareas de contraterrorismo, rescate y evacuación de rehenes. Está formada por dos equipos: Uno de francotiradores, con el objetivo de apoyar las operaciones de combate, y otro de Asalto. Todos los integrantes de esta compañía tienen un plazo de hasta dos horas para presentarse en el Batallón N°14 ante cualquier llamado, los 365 días del año. Hasta la fecha, esta compañía no ha participado en misiones reales.  Algunos de sus actuales y pasados integrantes tienen experiencia en misiones de paz de la ONU, como por ejemplo en la República Democrática del Congo.

## Dictadura militar

### Uso como cementerio clandestino durante la dictadura
Según un informe del Equipo de trabajo Antropología Forense  de la Institución Nacional de Derechos Humanos (INDDHH)  realizado en 2006, con base en los informes de la Comisión para la Paz (2003) y el informe de las FF. AA. realizado en agosto de 2005 a pedido del expresidente Tabaré Vázquez, en el Batallón N°14 fueron enterrados los restos de Julio Gerardo Correo, detenido el 16 de diciembre de 1975, Otermín Montes de Oca, detenido el 17 de diciembre de 1975, Elena Quinteros, detenida el 26 de junio de 1976, Julio Escudero, detenido el 29 de octubre de 1976, María Claudia García, detenida el 24 de agosto de 1976, Luis Eduardo Arigón, detenido el 13 de junio de 1977, Julio Castro, detenido el 1 de agosto de 1977 –sus restos fueron hallados en octubre de 2011–, Amelia Sanjurjo, detenida el 2 de noviembre de 1977 –sus restos fueron hallados en junio de 2023–, Ricardo Blanco, detenido el 15 de enero de 1978 –sus restos fueron hallados en marzo de 2012–, Félix Sebastián Ortiz, detenido el 16 de setiembre de 1981, Omar Paitta, detenido el 21 de setiembre de 1981, y Miguel Mato, detenido el 29 de enero de 1982.
La información recibida por el gobierno de Tabaré Vázquez en 2005 de que allí hubo enterramientos (y que también incluyera el dato sobre el paradero de los restos de María Claudia García de Gelman) llevó a la medida cautelar del predio. 
También existen testimonios de que en la zona cercana al arroyo Meirelles fueron enterrados los 23 detenidos desaparecidos trasladados desde Argentina en el segundo vuelo, en octubre de 1976, que fueron Mario Cruz, Warner Bentancourt, Josefina Keim, Juan Miguel Morales, Juan Pablo Errandonea, Victoria Grisonas, Raúl Tejera, Alberto Mechoso, Adalberto Soba, Emilia Islas, Jorge Zaffaroni, Washington Cram, Cecilia Trías, Rubén Prieto, Armando Arnone, Casimira Carretero, Rafael Lezama, Miguel Moreno, Carlos Rodríguez, Juan Pablo Recagno, Segundo Cheguenián, Graciela da Silveira y Washington Queiro.
Si bien hay otros nombres respecto de los cuales las versiones dadas por los militares sobre el lugar de enterramiento difieren en uno y otro informe, en uno de los casos se menciona el Batallón N°14, como es el caso de Eduardo Pérez Silveira, detenido el 5 de mayo de 1974, Luis Eduardo González, detenido el 13 de diciembre de 1974, Eduardo Bleier, detenido el 29 de octubre, y cuyos restos fueron hallados en el Batallón 13, Juan Manuel Brieba, detenido el 30 de octubre de 1975, Carlos Arévalo, detenido el 15 de diciembre de 1975, Óscar Baliñas, detenido el 21 de junio de 1977, y Óscar Tassino, detenido el 19 de julio de 1977.

### Hallazgo de restos óseos humanos en las instalaciones del Batallón N°14

#### Julio Castro
Los trabajos en el Batallón N°14 se iniciaron en 2005 y en febrero de ese año comenzó una nueva etapa a partir de excavaciones sistemáticas en diferentes zonas del predio. El día 22 de octubre a las 10:30 horas, en la trinchera número 208, se localizó un cuerpo y luego de las pericias de ADN, se comprobó que era el maestro Julio Castro. 

#### Ricardo Blanco
A pocos metros de donde estaba enterrado Castro, el 15 de marzo de 2012 fueron descubiertos los restos de Ricardo Blanco, militante del Partido Comunista Revolucionario del Uruguay (PCRU) e integrante de la Agrupación de Usinas y Teléfonos del Estado (AUTE) y del Plenario Intersindical en Mercedes.

#### Amelia Sanjurjo Casal
El 28 de mayo de 2024 se confirmó que los restos óseos hallados en 2023 en el Batallón de Infantería Nº14, pertenecían a la militante social y política Amelia Sanjurjo Casal, detenida en 1977. 
La identificación fue posible a través de un arduo trabajo coordinado entre la Fiscalía General de la Nación, la Institución Nacional de Derechos Humanos y Defensoría del Pueblo (INDDHH), la organización Madres y Familiares de Uruguayos Detenidos Desaparecidos y el Equipo Argentino de Antropología Forense (EAAF). El EAAF envió el resultado de los estudios realizados sobre la muestra de estos restos hallados el 6 de junio de 2023. 

#### Nuevos hallazgos en julio de 2024
Sobre el mediodía del martes 30 de julio de 2024, en el marco de las excavaciones que continúa liderando en ese lugar la INDDHH, se volvieron a encontrar restos óseos humanos en el Batallón de Infantería N°14. Mediante una publicación en X, la INDDHH informó ese mismo día que los restos hallados estaban “cubiertos de una gran cantidad de cal”, y que “el equipo continúa trabajando para obtener más datos”.
El hallazgo confirmó que el Batallón N°14, al sur de Canelones, ofició de cementerio clandestino . Los antropólogos trabajando en el predio llegaron a la confirmación de un modus operandi: el enterramiento primario de un detenido y desaparecido durante la dictadura, con signos de haber sido torturado, y cuyo cuerpo los represores intentaron desintegrar bañándolo de óxido de calcio o cal. Wilder Tayler, director de la Institución Nacional de Derechos Humanos responsable de la búsquedas, entiende que es probable que en las cerca de 18 hectáreas que aún falta excavar “hayan otros cadáveres”. El descubrimiento del 30 de julio es el cuarto en el lugar. La fosa está a menos de dos cuadras del sitio de Amelia Sanjurjo (encontrada en 2023), Julio Castro (2011) y Ricardo Blanco (2012).

#### Luis Eduardo Arigón
El 24 de septiembre de 2024 el fiscal especializado en crímenes de lesa humanidad, Ricardo Perciballe, informó en conferencia de prensa que los restos hallados el 30 de julio en el Batallón N°14 pertenecen a Luis Eduardo Arigón, que tenía 51 años cuando fue secuestrado y desaparecido, el 14 de junio de 1977. Fue trasladado al centro de detención clandestino La Tablada, donde sufrió diversas torturas y fue enterrado posteriormente en el Batallón 14. La antropóloga forense Alicia Lusiardo, que lidera el Grupo de Investigación de Antropología Forense (GIAF) , se encargó de informar la “característica individualizante”, que fue una fractura en una costilla y algunas otras características en los huesos, como un esguince en el tobillo, que permitieron “colaborar con la identificación”.